# Карл Фрідріх Гельбке
Фрідріх Фердинанович Гельбке (нім. Carl Friedrich Gelbcke; 1842 — 1922) — російський філолог, педагог та перекладач. Брат Василя Фердинандовича Гельбке.

## Біографія
Карл Фрідріх Гельбке народився 1 (13) березня 1842 року у Санкт-Петербурзі у родині письменника, композитора і педагога Фердинанда Адольфа Гельбке (1812—1892).

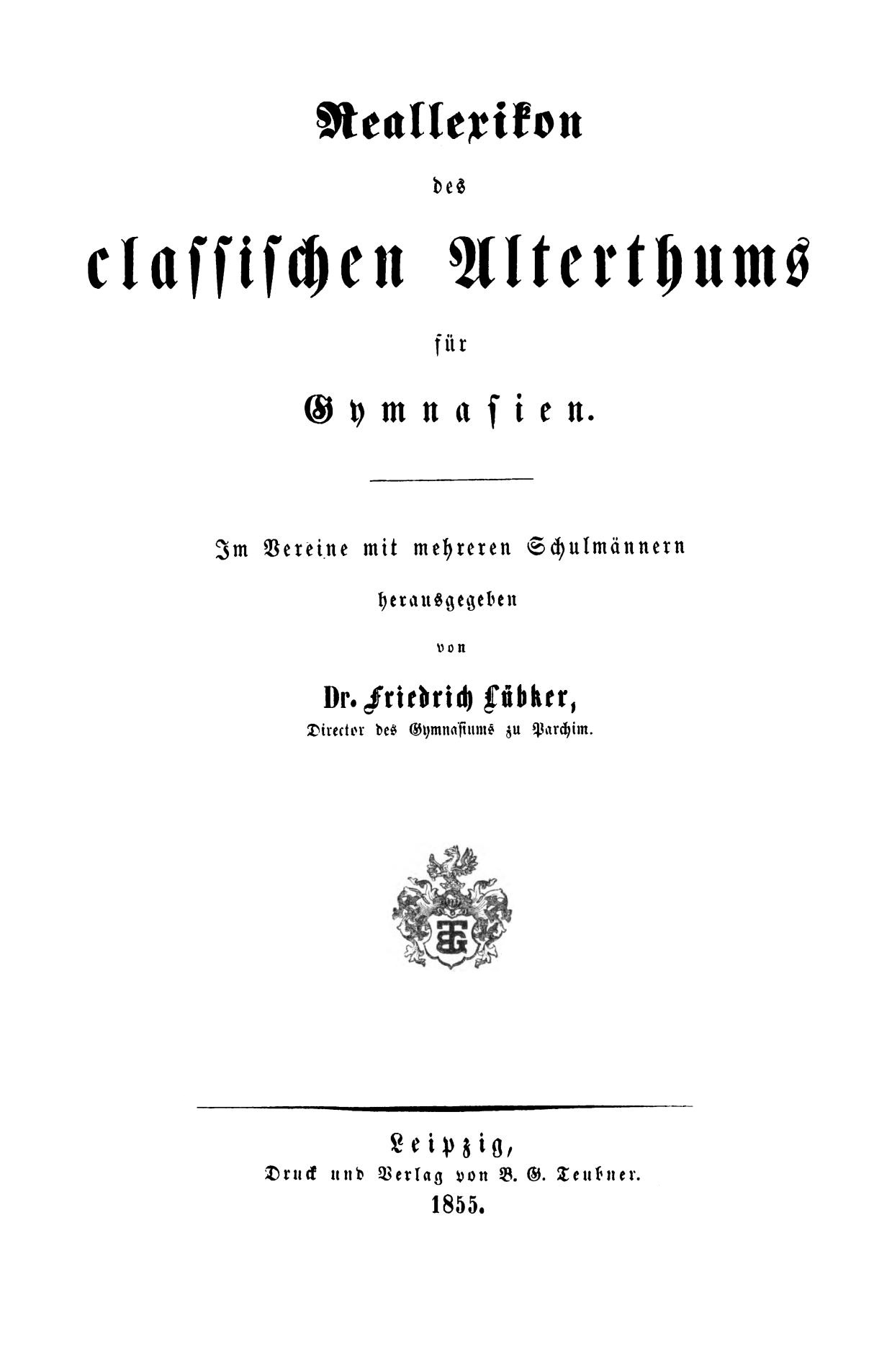

Навчався він спочатку в училищі Святої Анни, яке спеціально було створено у столиці Російської імперії для навчання дітей німецьких поселенців. Після закінчення повного гімназичного курсу училища, не міг через вік вступити до університету і продовжив освіту в гімназії Віттенберга, вступивши до молодшого відділення її старшого класу. У 1860 році зарахований на філософський факультет Геттінгенського університету, де був прийнятий у студентське братство під назвою «Корпус Ганновера». Після трьох семестрів продовжив заняття в Берлінському університеті, де в 1865 отримав ступінь доктора філософії, захистивши дисертацію про Валерія Максимілла. Протягом майже двох років, з осені 1865 року, він викладав у приватному навчальному закладі Гофвіль, поблизу Берна.
Влітку 1867 повернувся в Російську імперію і став викладати стародавні мови в училищі Святої Анни і грецьку мову в 3-й Санкт-Петербурзькій гімназії - спочатку за наймом, а потім (після складання іспиту на право викладання в Росії), 11 травня 1871 був зарахований на службу. 
1874 року призначений інспектором 2-ї Санкт-Петербурзької гімназії, в 1879 — 1887 був окружним інспектором Санкт-Петербурзького навчального округу; з 10 травня 1884 — також член Вченого комітету Міністерства народної освіти.
З 1 січня 1888 перебував у чині дійсного статського радника. З 21 липня 1893 - директор Ніжинського історико-філологічного інституту князя Безбородька (до 1907 року).
Вчених праць не видавав. Найвідомішим внеском у науку, зробленим Гельбке, є участь у перекладі російською мовою книги німецького класичного філолога Фрідріха Любкера «Реальний словник класичних старожитностей для гімназій» (нім. «Reallexikon des klassischen Altertums für Gymnasien»). Поряд із Гельбке переклад здійснювали також: А. Вейсман , Е. Верт, Л. Георгіївський, А. Давиденков, В. Канський, О. Кліменчич, Н. Рубінський, І. Смирнов, П. Нікітін. Усі вони, як і сам Гельбке, були члени «Товариства класичної філології та педагогіки».
Фрідріх Гельбке був одружений з уродженкою Шернберга Хільді Бреме (нім. Hilda Brehme), але дітей не мав.
Помер 2 квітня 1922 року в місті Ліппштадт у Німеччині.

## Нагороди
- орден Св. Анни 2-й ст. (1885)
- орден Св. Володимира 3 ст. (1891)
- орден Св. Станіслава 3 ст. (1896)
- орден Св. Анни 1-й ст. (1901)